# Nikippe (Tochter des Pelops)

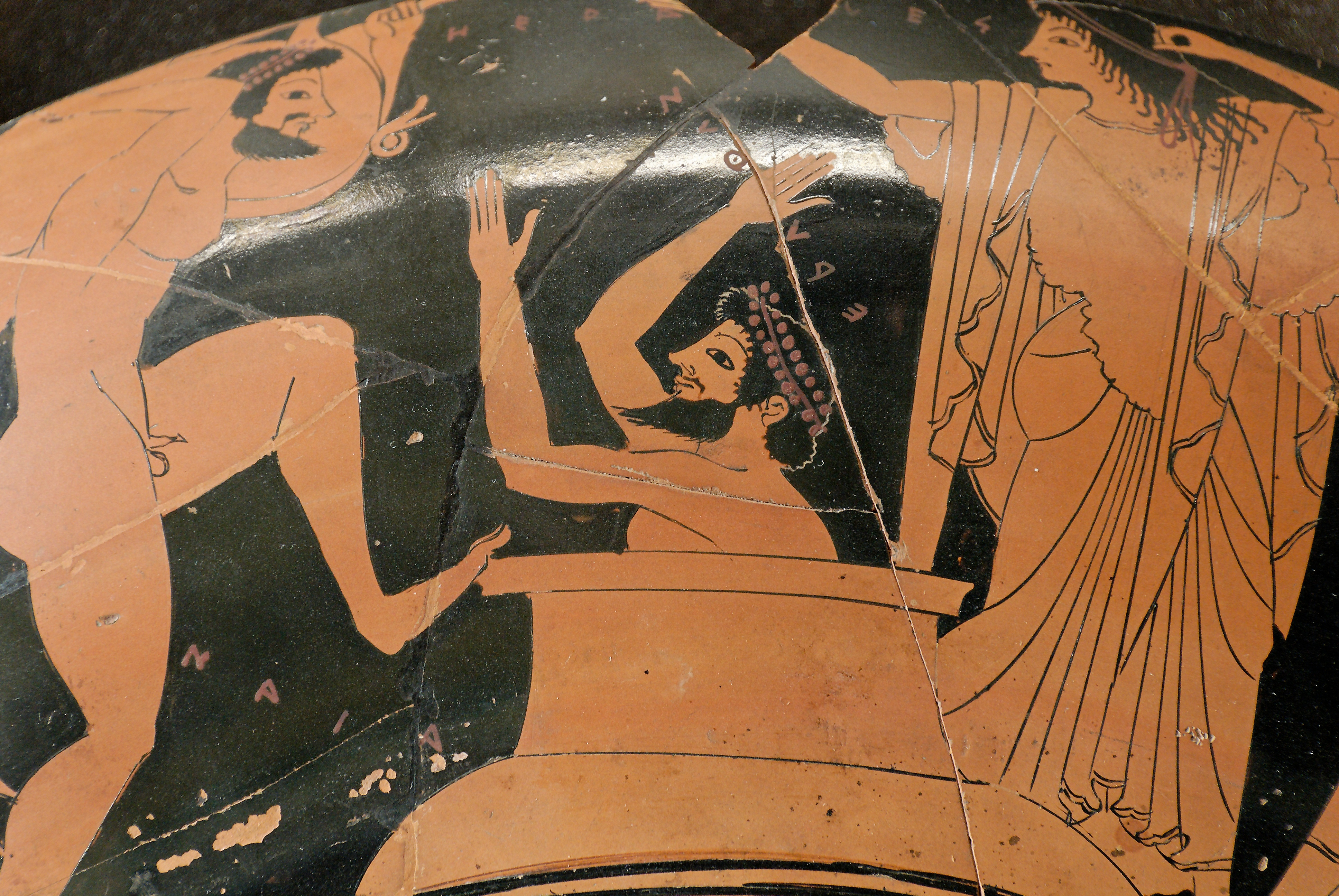
Eurystheus versteckt sich in einem Eisentopf, als Herakles ihm den Erymantischen Eber bringt, dahinter steht Nikippe. Seite A der rotfigurigen Kylix von Oltos, ca. 510 v. Chr., Louvre

Nikippe (altgriechisch Νικίππη Nikíppē) ist eine Person der griechischen Mythologie. Sie war eine Tochter des Pelops und der Hippodameia und damit Schwester des Atreus und des Thyestes.
Nach der gängigen Genealogie war Nikippe die Frau des Sthenelos, der mit ihr Eurystheus, Alkinoe – bei Diodor Alkyone – und Medusa zeugte. Bei Dionysios von Milet wird indirekt auch Iphis als Sohn genannt.